# Gymnothorax prionodon
Gymnothorax prionodon är en fiskart som beskrevs av Ogilby, 1895. Gymnothorax prionodon ingår i släktet Gymnothorax och familjen Muraenidae. Inga underarter finns listade i Catalogue of Life.